# تشانغ ينغ
تشانغ ينغ (بالصينية: 张颖) هي لاعبة كرة قدم صينية، ولدت في 27 يونيو 1985.

## وصلات خارجية
- تشانغ ينغ على موقع الاتحاد الدولي (مؤرشف)  (الإنجليزية)
- تشانغ ينغ على موقع قاعدة بيانات كرة القدم.إي يو (الإنجليزية)
- تشانغ ينغ على موقع أوليمبيديا (الإنجليزية)
- تشانغ ينغ على موقع اللجنة الأولمبية الصينية (الإنجليزية)